# Královské Poříčí
Královské Poříčí é uma comuna checa localizada na região de Karlovy Vary, distrito de Sokolov‎.